# Nghiên cứu động vật
Nghiên cứu động vật (Animal studies) là một lĩnh vực học thuật được công nhận gần đây, trong đó, chủ đề về các loài động vật được nghiên cứu theo nhiều cách khác nhau, nghiên cứu, tiếp cận một cách đa chiều và liên ngành (variety of cross-disciplinary). Các học giả tham gia nghiên cứu động vật có thể được đào tạo chính thức trong một số lĩnh vực đa dạng, bao gồm địa lý học, lịch sử nghệ thuật, nhân loại học, nhân-thú học, sinh học, nghiên cứu phim, địa lý, lịch sử, tâm lý học, nghiên cứu văn học, bảo tàng học, triết học, giao tiếp và xã hội học. Đồng thời, nó có tính liên ngành (Interdisciplinarity) hỗ trợ công việc hợp tác của các học giả từ các lĩnh vực khác nhau để cung cấp cái nhìn sâu sắc, toàn diện hơn về mối quan hệ giữa động vật của con người.

## Tổng quan
Các nhà nghiên cứu có thể tham gia với các câu hỏi về động vật theo nghĩa đen, hoặc về các khái niệm "tính linh hoạt" hay bản tính động vật hay tính động vật  ("animality") hay "sự tàn bạo" (brutality), sử dụng các quan điểm lý thuyết khác nhau, bao gồm chủ nghĩa nữ quyền, lý thuyết mácxít và lý thuyết Queer. Sử dụng những quan điểm này, những người tham gia nghiên cứu động vật tìm cách hiểu cả mối quan hệ giữa người và động vật từ hiện tại và trong quá khứ, và để hiểu động vật là chính chúng sinh (beings-in-themselves), tách biệt với kiến thức của chúng ta về chúng. Bởi vì lĩnh vực này vẫn đang phát triển, các học giả và những người khác có một số quyền tự do để xác định các tiêu chí của riêng họ về những vấn đề có thể cấu trúc lĩnh vực này.
Một ngành học tương tự là Nghiên cứu động vật phê phán (Critical animal studies-CAS) là một lĩnh vực khoa học liên ngành và cộng đồng toàn cầu lý thuyết để hoạt động, bắt nguồn từ đầu thế kỷ 21. Lợi ích cốt lõi của CAS là sự phản ánh vấn đề đạo đức về mối quan hệ giữa con người và các động vật khác, có cơ sở vững chắc trong sự giao thoa và vô chính phủ. Mục đích của nó là để tích hợp nghiên cứu học thuật với sự tham gia chính trị và hoạt động xã hội. Vì nó trùng lặp với một số ngành học khác, CAS bao gồm các học giả từ nhiều lĩnh vực khác nhau, cũng như các nhà hoạt động vì quyền động vật, phúc lợi động vật.
Thuật ngữ này thường được sử dụng như một từ đồng nghĩa cho nghiên cứu động vật và nghiên cứu về con người và động vật (nhân thú học). Tuy nhiên, có những khác biệt đáng kể giữa các phong trào này. CAS có thể được coi là một lựa chọn triệt để hơn, công khai nhấn mạnh sự cần thiết của sự tham gia chính trị và ủng hộ hành động trực tiếp. Những người ủng hộ CAS thường nhấn mạnh rằng mặc dù các nghiên cứu trên động vật đã góp phần lớn vào việc nâng cao nhận thức về sự phức tạp của mối quan hệ động vật của con người, nhưng nó thiếu sự gắn kết đạo đức sâu sắc và vẫn tách rời khỏi những vấn đề quan trọng nhất. Tuy nhiên, điều đáng xem xét là thuật ngữ "nghiên cứu động vật" dùng để chỉ các học giả và phương pháp khác nhau, một số trong đó nêu rõ sự cần thiết của cam kết đạo đức. 

## Lịch sử
Là một môn khoa học liên ngành, nghiên cứu động vật tồn tại ở giao điểm của một số lĩnh vực nghiên cứu khác nhau. Các lĩnh vực khác nhau bắt đầu chuyển sang động vật như một chủ đề quan trọng tại các thời điểm khác nhau và vì nhiều lý do khác nhau, và các lịch sử kỷ luật riêng biệt này hình thành cách các học giả tiếp cận nghiên cứu động vật. Một phần, các nghiên cứu trên động vật đã phát triển từ phong trào giải phóng động vật và đặt ra những câu hỏi đạo đức về sự tồn tại với các loài khác: liệu có đạo đức khi ăn động vật, nghiên cứu khoa học về động vật vì lợi ích của con người.
Lịch sử của quy định về nghiên cứu động vật là một bước tối thiểu đối với sự phát triển của đạo đức với động vật, vì đây là khi thuật ngữ "đạo đức động vật" lần đầu tiên xuất hiện. Ban đầu, thuật ngữ "đạo đức với động vật" chỉ gắn liền với sự tàn ác, chỉ được hay đổi đến cuối thế kỷ 20, khi nó bị coi là không phù hợp trong xã hội hiện đại. Đạo luật Phúc lợi Động vật của Hoa Kỳ (The United States Animal Welfare Act) năm 1966, đã cố gắng giải quyết các vấn đề của nghiên cứu động vật; tuy nhiên, tác động của chúng được coi là vô ích. Nhiều người không ủng hộ hành động này vì nó cho rằng nếu có lợi ích cho con người từ các cuộc thử nghiệm, thì sự đau khổ của động vật là chính đáng. Không phải nhờ sự thành lập của phong trào bảo vệ quyền động vật mà mọi người bắt đầu ủng hộ và nói lên ý kiến của họ trước công chúng. 
Đạo đức động vật được thể hiện thông qua phong trào này và dẫn đến những thay đổi lớn đối với sức mạnh và ý nghĩa của đạo đức động vật. 
Các học giả nghiên cứu động vật khám phá lĩnh vực này từ góc độ đạo đức thường trích dẫn tác phẩm của nhà triết học người Úc Peter Singer năm 1975 mang tên: Giải phóng động vật (Animal Liberation) như một tài liệu sáng lập trong nghiên cứu động vật. Công việc của Peter Singer đã theo chân Jeremy Bentham bằng cách cố gắng mở rộng các câu hỏi thực dụng về niềm vui và nỗi đau ngoài con người đến các sinh vật có tình cảm (sinh vật hữu cảm) khác. Các nhà lý luận quan tâm đến vai trò của động vật trong văn học, văn hóa và triết học địa lý cũng coi tác phẩm quá cố của Jacques Derrida là động lực thúc đẩy sự quan tâm trong nghiên cứu động vật trong nhân văn.
Loạt bài giảng cuối cùng của Derrida là The Animal That Because I Am, đã xem xét cách tương tác với đời sống động vật ảnh hưởng đến nỗ lực của con người để xác định con người và bản thân thông qua ngôn ngữ. Lấy sự phân rã của Derrida và mở rộng nó sang lãnh thổ văn hóa khác, Cary Wolfe đã xuất bản tác phẩm Nghi thức Động vật (Animal Rites) vào năm 2003 và phê phán các nhà triết học về quyền động vật trước đó như Peter Singer và Thomas Regan. Nghiên cứu của Wolfe chỉ ra một chủ nghĩa nhân văn quỷ quyệt đang lẫn khuất trong các triết lý của họ và những người khác. Gần đây, nhà triết học người Ý là Giorgio Agamben đã xuất bản một cuốn sách về câu hỏi của con vật: Khoảng mở: Người và thú (The Open. Man and Animal) cũng được chú ý.

## Chủ đề
Các nhà nghiên cứu trong môn nghiên cứu động vật kiểm tra các câu hỏi và vấn đề phát sinh khi các phương thức truyền thống của nghiên cứu khoa học và nhân văn bắt đầu coi động vật là vấn đề nghiêm túc trong suy nghĩ và hoạt động. Sinh viên nghiên cứu động vật có thể kiểm tra cách loài người được xác định liên quan đến động vật, hoặc cách đại diện của động vật tạo ra sự hiểu biết (và hiểu lầm) của các loài khác. Để làm như vậy, các nghiên cứu trên động vật chú ý đến cách con người nhân hóa động vật và hỏi làm thế nào con người có thể tránh được sự thiên vị trong việc quan sát các sinh vật khác. Ví dụ, cuốn sách của Donna Haraway, Primate Visions, xem xét cách thức mô hình (diorama) được tạo ra cho Bảo tàng Lịch sử Tự nhiên Hoa Kỳ cho thấy đã diễn giải sai hành vi quan sát của động vật trong tự nhiên.
Các phương pháp tiếp cận quan trọng trong nghiên cứu động vật cũng đã xem xét các đại diện của động vật không phải người (non-human) trong văn hóa đại chúng, bao gồm sự đa dạng loài trong các bộ phim hoạt hình, ở đó các loài vật được miêu tả chung sống với nhau trong một xã hội. Bằng cách nhấn mạnh những vấn đề này, các nghiên cứu trên động vật cố gắng kiểm tra lại các phạm trù đạo đức, chính trị và nhận thức truyền thống trong bối cảnh đổi mới chú ý và tôn trọng đời sống động vật. Giả định rằng tập trung vào động vật có thể làm rõ kiến thức của con người được thể hiện gọn gàng trong chuyên mục nổi tiếng của Claude Lévi-Strauss rằng động vật là rất tốt để suy nghĩ đến ("good to think").